# Deborah Tranelli
Deborah Marie Tranelli (* 6. Juli 1955) ist eine US-amerikanische Schauspielerin und Musikerin.

## Leben
Sie spielte von 1981 bis 1991 die Bobby Ewings Sekretärin Phyllis in der US-Serie Dallas. 1995 spielte Deborah Tranelli eine Gastrolle in der Serie Law & Order und zog sich dann von der Schauspielerei zurück.
2004 veröffentlichte sie eine Jazz-Cabaret CD mit dem Namen „A lot of livin“. Für dieses Album gewann sie ein Jahr später den „Backstage Bistro Award“.
Im April 2006 ging sie mit dem Musical Mamaleh auf Tournee.

## Filmografie
- 1981: Nero Wolfe (Fernsehserie, eine Folge)
- 1981: Hart aber herzlich (Hart to Hart, Fernsehserie, Folge Der Pelzjäger)
- 1981–1991: Dallas (Fernsehserie, 138 Folgen)
- 1983: Detektei mit Hexerei (Tucker’s Witch, Fernsehserie, eine Folge)
- 1983: Herzbube mit zwei Damen (Three’s Company, Fernsehserie, eine Folge)
- 1985: Mad End (Naked Vengeance)
- 1987: Geliebte auf Abruf (Mistress, Fernsehfilm)
- 1987: The Charmings (Fernsehserie, eine Folge)
- 1988: High Mountain Rangers (Fernsehserie, eine Folge)
- 1995: Law & Order (Fernsehserie, eine Folge)